# ヴィラ・ノヴァ・デ・ガイア
ヴィラ・ノヴァ・デ・ガイア（Vila Nova de Gaia [ˈvilɐ ˈnɔvɐ ðɨ ˈɣajɐ] ( 音声ファイル)）はポルトガル北部ポルト県の産業都市。ポルト市とはドウロ川を挟んだ対岸に位置する。ポルトガル第3の人口を誇る。
単純にガイア市とも呼ばれる（以下、本項ではガイアと記す）。

ドウロ川にかかるドン・ルイス1世橋から見えるポートワインのロッジ（倉庫街）群はガイア市に属する。
ガイア市本体の人口は178,000人余りであるが、自治体としての人口は300,000人を超える。
ガイア市は、市域の狭いポルト市のベッドタウンでもあり、大ポルト都市圏の産業都市でもある。

## ポートワインのシッパー
ドウロ川上流で醸造されたワインを河口部に位置するガイアに運び、各シッパー（商社）のロッジで熟成したあと、対岸のポルト港から輸出されてきた。
各シッパーのロッジはドウロ川河岸から丘の中腹にかけて建っており、多くの観光客を受け入れ、製造過程の見学や試飲ができるようになっている。

ドン・ルイス1世橋を渡ってすぐの場所にあるので、ポルト歴史地区からも簡単にアクセスできる。

なお、土曜・休日は休館しているところが多いので、見学する際には注意が必要。
主なシッパー
- サンデマン - 1790年創立。黒マント姿のラベルが目印。
- フェレイラ - 1751年創立。ポルトガル国内で最大の生産量を誇るシッパー
- グラハム - 1820年創立。少し外れに位置するが、外のテラスからのポルト市街地の眺めは良い。
- カレム - 1859年創立。

## 出身人物
- ジョアン・ピント - サッカー選手
- ジョゼ・タヴァレス - サッカー選手
- ビトール・バイーア - サッカー選手
- バジリオ・アルメイダ - サッカー選手
- アントニオ・フォーリャ - サッカー選手
- ルイ・ジョルジ - サッカー選手

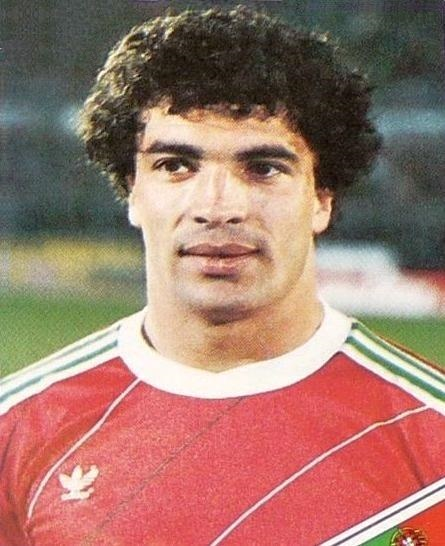
ジョアン・ピント

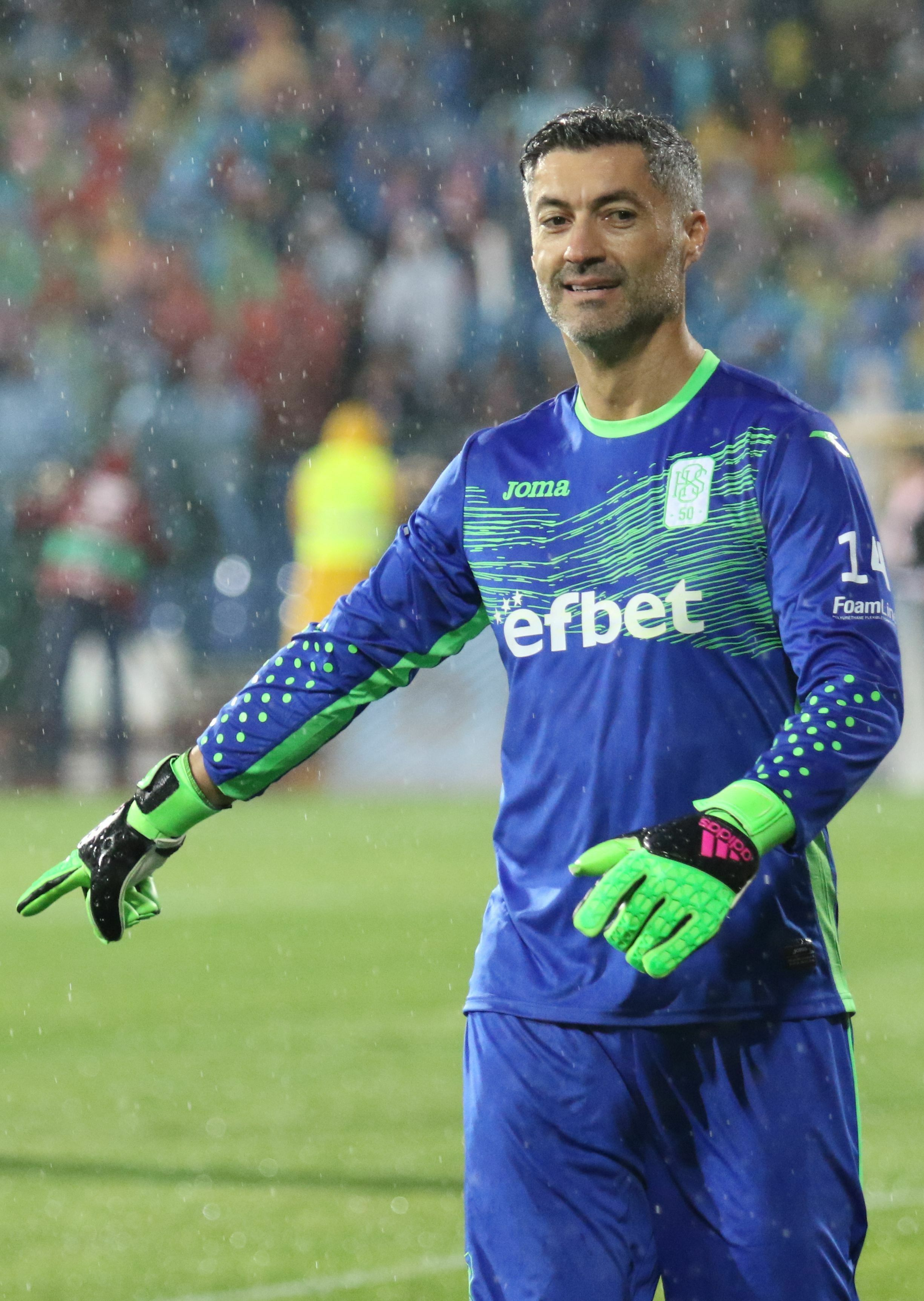
ヴィトール・バイーア

- フェルナンド・ジョルジェ・タヴァレス・デ・オリヴェイラ - サッカー選手
- アルトゥール・ソアレス・ディアス - サッカー審判
- リカルド・コスタ - サッカー選手
- ブルーノ・ヴァーレ - サッカー選手
- アンドレ・ゴメス - サッカー選手